# Dr. T & the Women
Dr. T & the Women is een Amerikaanse romantische komedie uit 2000 van Robert Altman met in de titelrol Richard Gere en verder met onder meer Farrah Fawcett en Helen Hunt.

## Verhaal
Dr. Sullivan Travis (alias "Dr. T.", Richard Gere) is een rijke gynaecoloog in Dallas. Het gaat hem aanvankelijk voor de wind, maar dit verandert als zijn vrouw (Farrah Fawcett) geestelijk instort en opgenomen moet worden. Ook heeft hij het te stellen met zijn dochters, van wie de oudste, Dee Dee (Kate Hudson), op het punt staat te trouwen, maar eigenlijk verliefd is op haar bruidsmeisje (Liv Tyler), terwijl jongste dochter Connie (Tara Reid) een aanhangster is van samenzweringstheorieën. Andere vrouwen in Dr. T.'s leven zijn zijn secretaresse (Shelley Long), die verliefd op hem is, zijn bemoeizuchtige schoonzus (Laura Dern) en golflerares Bree (Helen Hunt), een van de weinigen bij wie hij zich op zijn gemak voelt.

## Rolverdeling
| Acteur         | Personage                      | Opmerkingen              |
| -------------- | ------------------------------ | ------------------------ |
| Richard Gere   | dr. Sullivan Travis ("Dr. T.") | gynaecoloog              |
| Farrah Fawcett | Kate Travis                    | Dr. T.'s vrouw           |
| Kate Hudson    | Dee Dee Travis                 | Dr. T.'s oudste dochter  |
| Tara Reid      | Connie Travis                  | Dr. T.'s jongste dochter |
| Helen Hunt     | Bree Davis                     | golflerares              |
| Laura Dern     | Peggy                          | zus van Kate             |
| Shelley Long   | Carolyn                        | Dr. T.'s secretaresse    |
| Liv Tyler      | Marilyn                        | bruidsmeisje van Dee Dee |
| Robert Hays    | Harlan                         |                          |
| Matt Malloy    | Bill                           |                          |
| Andy Richter   | Eli                            |                          |
| Lee Grant      | dr. Harper                     |                          |
| Janine Turner  | Dorothy Chambliss              |                          |